# Верхний Изяк
Верхний Изяк (мар. Кӱшыл Ӱзек; баш. ҮргеИҙәк) — село в Благовещенском районе Башкортостана, центр Изяковского сельсовета.

## Население
| 2002 | 2009 | 2010 |
| ---- | ---- | ---- |
| 508  | ↗563 | ↘558 |

Согласно переписи 2002 года, преобладающая национальность — марийцы (47 %).

## История
Верхний Изяк — деревня, расположенная на реке Изяк, появилась в XVIII веке. По одной из версий первоначально здесь поселились башкиры-минцы на собственной вотчинной земле, а поселение называлось Изякбашево. По договору 1756 года о припуске в Изякбашево, здесь поселились ясачные черемисы, перешедшие впоследствии в сословную категорию припущенников военного звания. С конца XVIII века деревня Верхний Изяк известна под современным названием.
После 1865 года было образовано одноименное сельское общество, и деревня вошла в состав Богородской волости. В 1870 году здесь насчитывалось 29 дворов и 190 человек. В распоряжении крестьян имелось 586 десятин надельной земли. И даже была своя водяная мельница. 
В 1896 году в Верхнем Изяке начала работать министерская одноклассная русско-черемисская школа. В 1909 году в ней обучалось 48 детей из трех селений. Со дня открытия и вплоть до 1924 года школой руководил Алексей Алексеевич Соколов.
Население деревни состояло в основном из черемисов, большинство из которых оставались язычниками. В конце XIX — начале XX вв. марийцы-язычники только начинали обзаводиться фамилиями, у большинства из них фамилии совпадали с отчествами.
К 1913 году в деревне насчитывалось 75 хозяйств и 453 человека. В ходе столыпинской реформы было укреплено 13 наделов — 98 десятин. Кроме того, 32 хозяина имели купчую землю в составе товарищества. Большинство крестьян жили относительно безбедно, арендовали землю под пашню и возделывали ее. 
С 1930 года Верхний Изяк является административным центром Изяковского сельсовета.
Во время коллективизации был создан колхоз «Мариец», в середине XX века — колхоз имени Хрущева. В 1957 году село вошло в состав большого совхоза «Степановский», а в 1981 году был образован совхоз «Изяковский». В постсоветский период совхоз был преобразован в СПК «Салават».
Деревня Верхний Изяк и по сей день является большим населенным пунктом.

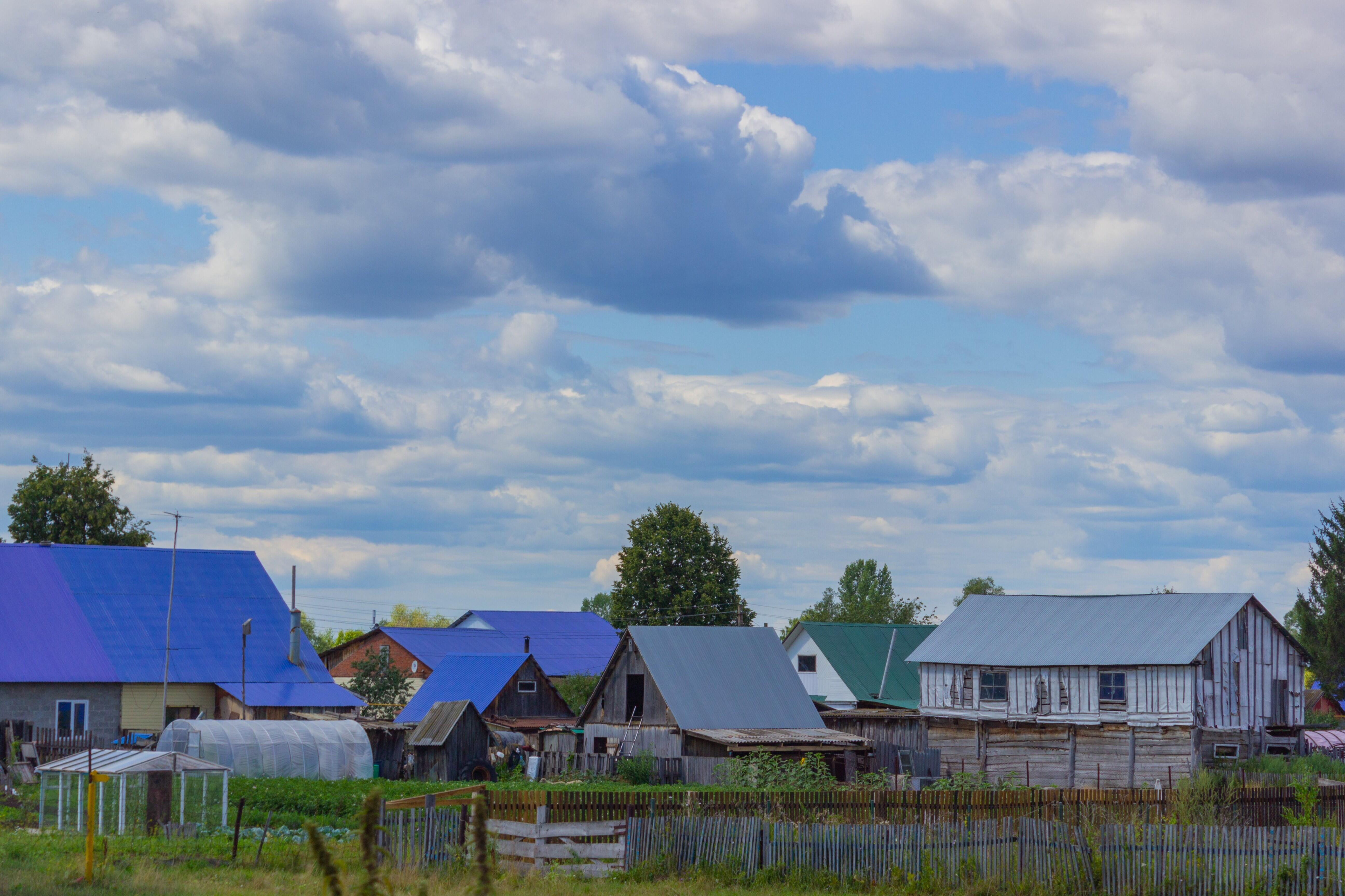
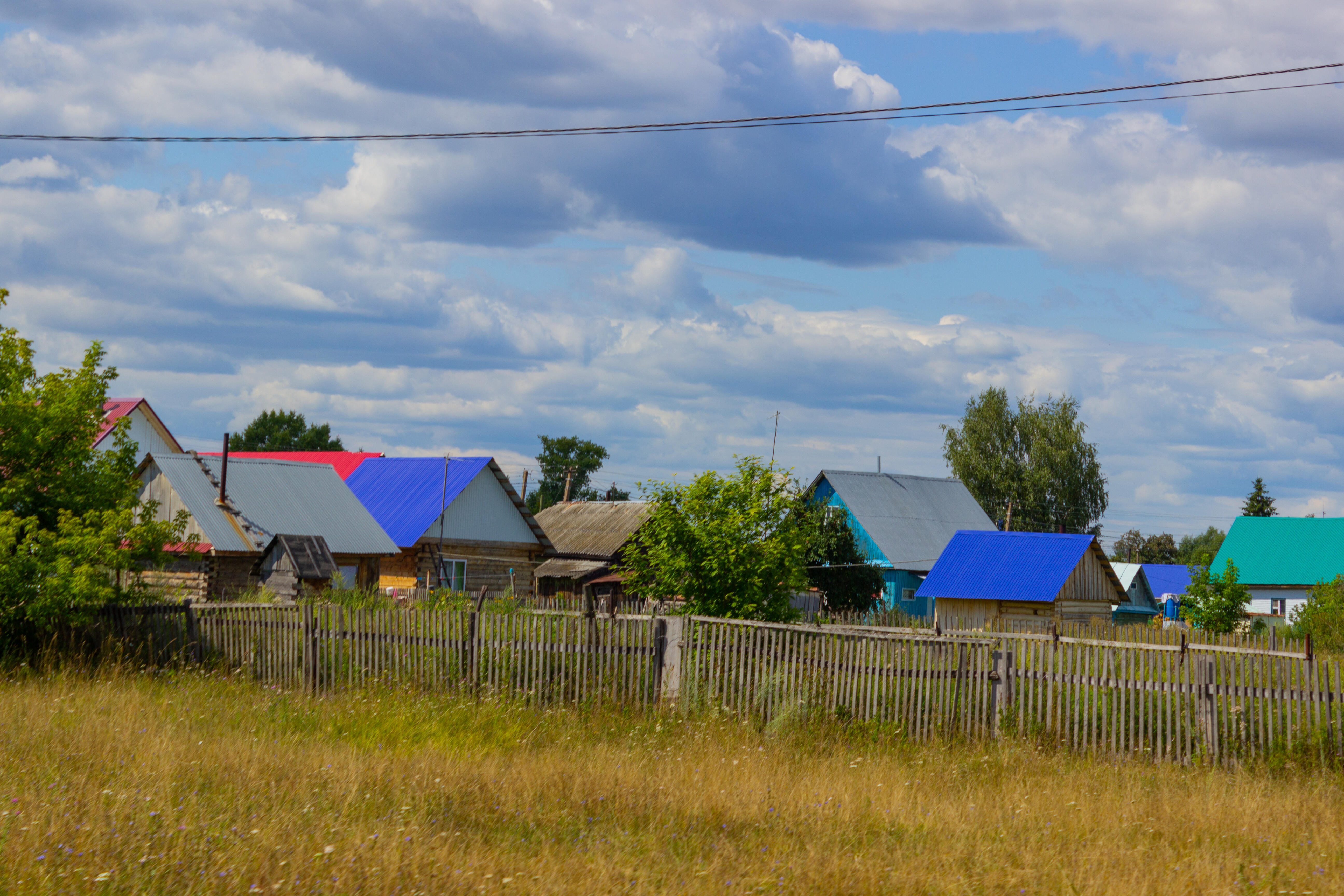
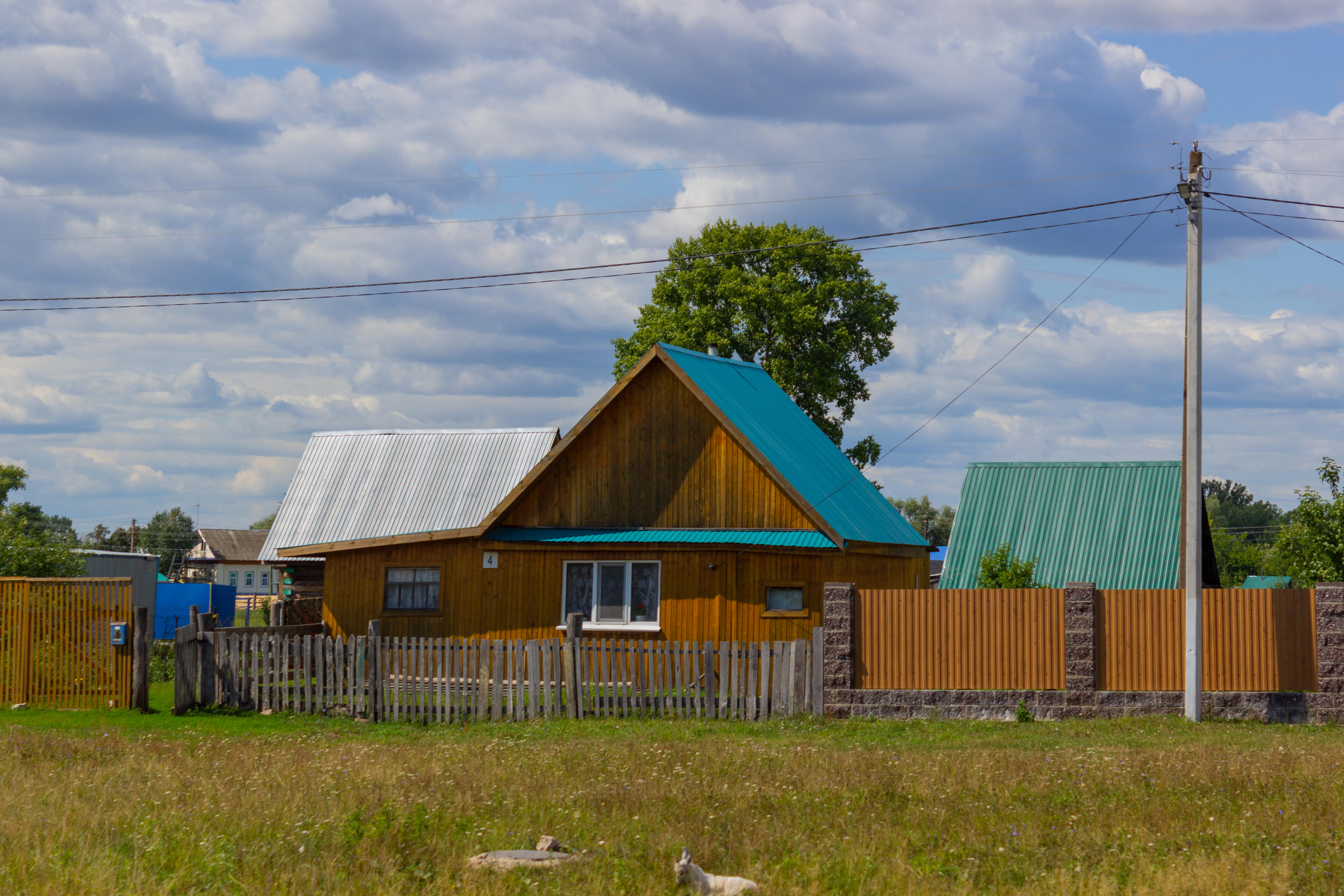

## Географическое положение
Расстояние до:
- районного центра (Благовещенск): 23 км,
- ближайшей ж/д станции (Загородная): 15 км.